# Bonifatius I.
Bonifatius I. (lat., zusammengesetzt aus bonum (gut) und fatum (Schicksal, Geschick), wohl „[Mann] guten Geschicks“ oder auch „der gutes Geschick Verheißende“, volksetymologisch auch „der Wohltäter“; † 4. September 422 in Rom) war vom 28. Dezember 418 bis zum 4. September 422 Papst in Rom. Der Name seines Vaters war Jocundus oder Secundius.

## Leben
Der bei seiner Wahl hochbetagte und kränkliche Bonifatius wurde möglicherweise während des Pontifikates von Damasus I. zum Presbyter geweiht. Er wurde gemeinsam mit dem Archidiakon Eulalius am 28. Dezember 418 gewählt, Bonifatius von den Presbytern und Eulalius von der Diakonenpartei; jedoch wurde dieser im März/April 419 verbannt, und Bonifatius wurde durch Kaiser Honorius zum rechtmäßigen Papst ernannt.
Er versuchte, den gestörten Kirchenfrieden wiederherzustellen, und widerrief Befugnisse, die sein Vorgänger Papst Zosimus den Ortsbischöfen von Gallien erteilt hatte. Aber auch er konnte den Konflikt mit der nordafrikanischen Kirche im Appellationsstreit nicht beilegen. Als Kaiser Theodosius II. im Jahr 421 Illyricum unter die Jurisdiktion des Patriarchen von Konstantinopel stellte, erreichte Bonifatius mit Hilfe des Kaisers Honorius eine Zurücknahme des Erlasses. Mit dem befreundeten Augustinus kämpfte er gegen den Pelagianismus.
Die erste (kaiserliche) Papstwahlordnung, dass künftig bei uneindeutiger oder zwiespältiger Papstwahl eine Neuwahl durch den römischen Klerus stattfinden müsse, blieb jedoch ohne weitere praktische Bedeutung.
Sein katholischer Gedenktag ist der 25. Oktober.